# 오! 젊음
《오!젊음》은 수요일에 하는 프로그램이다.

## 기획 의도
부모님들의 가장 젊은 날인 프로그램

## 제작진
- 극본 : 심연정, 황선덕
- 연출 : 박명준, 최현

## 출연진
- 안소미
- 이수찬
- 이승윤